# American Horror Story: Roanoke
Truyện kinh dị Mỹ: Thuộc địa Roanoke là mùa thứ sáu của loạt phim truyền hình kinh dị ngắn Truyện kinh dị Mỹ được công bố ngày 10 tháng 11 năm 2015. Phim dự kiến ra mắt ngày 14 tháng 9 năm 2016, lần đầu tiên trong lịch sử loạt phim không công chiếu trong tháng 10. Thông tin về nội dung và dàn diễn viên được giữ bí mật, một phương thức quảng bá không thường thấy ở serie này. Những gì được biết về phim bao gồm nội dung liên quan tới trẻ em và theo lời của nhà đồng sáng lập Ryan Murphy thì mùa phim sẽ "bí ẩn và tăm tối hơn", tương phản với phần trước là Khách sạn. Sau khi các ảnh bị rò rỉ từ phim trường ở Santa Clarita, đã có nhiều thông tin cho rằng phim sẽ có nhắc đến vụ mất tích nổi tiếng tại Roanoke Colony những năm 1590. Đây là mùa phim thứ hai không cho biết chủ đề trước khi ra mắt, sau mùa đầu tiên. Trong các teaser và poster chính thức, mùa phim được quảng bá với "mật danh" ?6.
Các diễn viên từ mùa trước quay lại tham gia bao gồm: Evan Peters, Sarah Paulson, Lily Rabe, Denis O'Hare, Kathy Bates, Angela Bassett, Wes Bentley, Lady Gaga, Cheyenne Jackson, và Adina Porter. Cuba Gooding Jr và André Holland tham gia lần đầu. Thuộc địa Roanoke nhận phê bình tích cực, với các lời phê bình khen ngợi với tính nghệ thuật ngầm và nhịp phim tốt so với các phần trước.

## Cốt truyện
Ác mộng Roanoke
Phim phóng sự siêu nhiên với tựa đề "Ác mộng Roanoke", câu chuyện của một cặp vợ chồng được tái hiện bằng diễn xuất. Shelby và Matt Miller chuyển nhà từ Los Angeles, California tới một căn nhà trên đảo Roanoke, North Carolina sau một vụ hành hung làm Matt phải nằm viện và Shelby bị sảy thai. Ngay sau khi dọn vào căn nhà mới mua với giá rẻ không tưởng, các sự kiện tâm linh kỳ lạ đến không tưởng bắt đầu quấy nhiễu họ.
Trở về Roanoke
Sau khi "Ác mộng Roanoke" trở thành chương trình hit của năm gây chấn động làng truyền hình. Nhà sản xuất làm tiếp chương trình thực tế "Trở về Roanoke". Tay sản xuất tham vọng Sidney Aaron James quyết làm tới cùng bất chấp lời can ngăn về các hiện tượng lạ, thành viên trong ekip chết khi dựng set và diễn viên Agnes Mary Winstead bị ám ảnh về vai diễn của mình đến mức điên rồ.
Cả đoàn bấm máy và chết sạch sau ba ngày. Chỉ Lee Harris, nghi phạm giết chồng, còn sống nhưng cũng thoát tội.
Thực ra, vì cả mùa phim là những show truyền hình được chắp vá lại, không ai, kể cả khán giả biết đâu là thật và đâu là diễn.

## Diễn viên

### Vai chính
- Kathy Bates vai Agnes Mary Winstead
  - Thomasin White / The Butcher trong My Roanoke Nightmare
- Sarah Paulson vai Audrey Tindall and Lana Winters
  - Shelby Miller trong My Roanoke Nightmare
- Cuba Gooding Jr. vai Dominic Banks
  - Matt Miller trong My Roanoke Nightmare
- Lily Rabe vai Shelby Miller
- André Holland vai Matt Miller
- Denis O'Hare vai William van Henderson
  - Dr. Elias Cunningham trong My Roanoke Nightmare
- Wes Bentley vai Dylan
  - Ambrose White trong My Roanoke Nightmare
- Evan Peters vai Rory Monahan
  - Edward Philippe Mott trong My Roanoke Nightmare
- Cheyenne Jackson vai Sidney Aaron James
- Angela Bassett vai Monet Tumusiime
  - Lee Harris trong My Roanoke Nightmare

### Khách mời đặc biệt
- Lady Gaga vai Scáthach
- Frances Conroy vai Mama Polk
- Finn Wittrock vai Jether Polk

### Vai phụ
- - Adina Porter vai Lee Harris
  - Leslie Jordan vai Ashley Gilbert
    - Cricket Marlowe trong My Roanoke Nightmare

  - Saniyya Sidney vai Flora Harris1
  - Charles Malik Whitfield vai Mason Harris1
  - Colby French vai Police Officer1
  - Maya Rose Berko vai Nurse Miranda1
  - Kristen Rakes vai Nurse Bridget1
  - Grady Lee Richmond vai Ishmael Polk1
  - Chaz Bono vai Brian Wells
    - Lot Polk trong My Roanoke Nightmare

  - Orson Chaplin vai Cain Polk1
  - Robin Weigert vai Mama Polk
  - Estelle Hermansen vai Priscilla1
  - Billy Snow vai Rhett Snow

### Vai khách mời
- - Doris Kearns Goodwin
  - Henderson Wade vai Guinness
  - Shannon Lucio vai Diana Cross
  - Taissa Farmiga vai Sophie Green
  - Jacob Artist vai Todd Connors
  - Jon Bass vai Milo
  - Emma Bell vai Tracy Logan

## Tập phim
| TT. tổng thể | TT. trong mùa phim | Tiêu đề      | Đạo diễn              | Biên kịch                  | Ngày phát hành gốc   | Mã sản xuất | Người xem tại U.S. (triệu) |
| ------------ | ------------------ | ------------ | --------------------- | -------------------------- | -------------------- | ----------- | -------------------------- |
| 64           | 1                  | "Chapter 1"  | Bradley Buecker       | Ryan Murphy & Brad Falchuk | 14 tháng 9 năm 2016  | 6ATS01      | 5.14                       |
| 65           | 2                  | "Chapter 2"  | Michael Goi           | Tim Minear                 | 21 tháng 9 năm 2016  | 6ATS02      | 3.27                       |
| 66           | 3                  | "Chapter 3"  | Jennifer Lynch        | James Wong                 | 28 tháng 9 năm 2016  | 6ATS03      | 3.08                       |
| 67           | 4                  | "Chapter 4"  | Marita Grabiak        | John J. Gray               | 5 tháng 10 năm 2016  | 6ATS04      | 2.83                       |
| 68           | 5                  | "Chapter 5"  | Nelson Cragg          | Akela Cooper               | 12 tháng 10 năm 2016 | 6ATS05      | 2.82                       |
| 69           | 6                  | "Chapter 6"  | Angela Bassett        | Ned Martel                 | 19 tháng 10 năm 2016 | 6ATS06      | 2.48                       |
| 70           | 7                  | "Chapter 7"  | Elodie Keene          | Crystal Liu                | 26 tháng 10 năm 2016 | 6ATS07      | 2.62                       |
| 71           | 8                  | "Chapter 8"  | Gwyneth Horder-Payton | Todd Kubrak                | 2 tháng 11 năm 2016  | 6ATS08      | 2.20                       |
| 72           | 9                  | "Chapter 9"  | Alexis O. Korycinski  | Tim Minear                 | 9 tháng 11 năm 2016  | 6ATS09      | 2.43                       |
| 73           | 10                 | "Chapter 10" | Bradley Buecker       | Ryan Murphy & Brad Falchuk | 16 tháng 11 năm 2016 | 6ATS10      | 2.45                       |

## Sản xuất

### Phát triển
–CEO John Landgraf nói về phương thức quảng bá của mùa 6
Ngày 10 tháng 11 năm 2015, kênh FX cho sản xuất mùa thứ sáu của loạt phim; với ngày ra mắt là 14 tháng 9 năm 2016. Tháng 8 năm 2015, người đồng sáng tại là Ryan Murphy bình luận về mùa phim mới: "Điều tiếp theo mà chúng tôi đang xây dựng sẽ rất khác với [Khách sạn], không nhỏ hơn, nhưng cũng không sang trọng. bí hiểm và đen tối hơn." Tháng 10 năm 2015, khi được hỏi về các gợi ý về mùa thứ 6 (loạt phim thường cài cắm các manh mối về mùa phim sau trong mùa phim ngay trước đó) trong Khách sạn, Murphy cho biết ông vẫn chưa quyết định được chủ đề, "Năm nay rất thú vị vì ý tưởng mà chúng tôi đang làm việc đã được nhắc tới trong nhiều mùa phim trước. Nó đã từng ở đó. Chúng ta đã bàn nhiều về nó trong loạt phim. Tôi có thể để nó cho mùa 7 nhưng cũng muốn hướng tới nó trong mùa 6." Tháng giêng năm 2016, Chủ tịch kênh FX John Landgraf hé lộ rằng mùa phim này "chủ yếu ở thời hiện tại", với mạch phim đôi có "tiếng vọng của quá khứ". Ông cũng xác nhận sẽ mở màn mùa phim trong mùa phim thu 2016. Tại PaleyFest 2016, Murphy cho biết 2 ý tưởng trước đó đã được gộp lại làm một cho mùa thứ 6, rằng phim sẽ xoay quanh trẻ em và các yếu tố opera. Mùa thứ 6 sẽ có 10 tập, ngắn nhất lịch sử serie cho đến nay. Sẽ có mối liên kết trực tiếp từ phần này tới Gánh xiếc quái dị làm rõ gốc gác gia đình họ Mott.
Trong số cuối tháng Chín của Entertainment Weekly, Falchuk và Murphy hé lộ "Chapter 6" sẽ có biến lớn. Murphy nói, "Bạn sẽ thấy từ tập 6, phần phim sẽ có biến lớn và những gì bạn nghĩ bạn đăng xem sẽ không phải là những thứ bạn đang xem, đây là một cái nón lồng trong nón lồng trong nón lồng trong nón mà chúng tôi phải bảo vệ." Falchuk thêm vào, "Bạn nghĩ nó là cái gì thì cũng không phải. Rồi, tập 6 tới và kiểu như, ‘Khoan! Cái gì vậy?' Nó như là [tập] 1-5, 6-9, và 10 độc lập."

#### Thiết kế bối cảnh
Các đạo cụ và thiết kế về chủ đề Thuộc địa sẽ được sử dụng trong mùa phim, điều mà được cho là ít nhất cũng sẽ có một phần nội dung xảy ra vào năm 1590 tại Roanoke, North Carolina. MỘt túp lều của những người đi khai hoang đã được dựng tại Santa Clarita, California. Túp lều được thiết kế với đầy đủ các đạo cụ từ thời đó, cùng với một cái cây có khắc chữ. Nhóm thiết kế sản xuất đã xây dựng toàn bộ một căn nhà thời thuộc địa, sẽ được dùng làm địa điểm chính của mùa phim. Căn nhà được xây tại một cánh rừng bí mật tại California trong 4 tháng. Căn nhà hoàn toàn có thể cư ngụ với nội thất và ngoại thất hoàn tất. Đây là lần đầu tiên trong lịch sử Truyện Kinh dị Mỹ, một căn nhà hoàn chỉnh được xây, và là việc chưa từng có trong sản xuất phim nói chung.

### Diễn viên
Tháng 10 năm 2015, Murphy đăng trên tweeter rằng ông đã mời Lady Gaga tham gia tiếp phần phim mới sau khi cô đã tham gia "khách sạn", nhưng không mong một câu trả lời sớm. Gaga đã xác nhận tham gia vào tháng 3 năm 2016. Ngôi sao của mùa thứ ba, "hội phù thủy", Emma Roberts nói rằng cô và Murphy đã bàn về một vai "quỷ dữ" cho cô trong mùa này. Tháng 2 năm 2016, Angela Bassett xác nhận tham gia trong buổi phỏng vấn với Larry King Now, là người đầu tiên được xac nhận cho mùa thứ 6. Tại Paleyfest, Murphy đã mời Kathy Bates, Denis O'Hare, Sarah Paulson, Finn Wittrock, Cheyenne Jackson, Wes Bentley, và Matt Bomer tham gia mùa phim. Tháng 5 năm 2016, Jessica Lange khẳng định, trong buổi phỏng vấn với Charlie Rose, bà sẽ không còn tham gia truyện kinh dị Mỹ nữa: "không, tôi có 4 năm với nó, bốn mùa phim, và mỗi năm là mỗi nhân vật tuyệt vời,  mọi thứ thay đổi qua từng năm rất thú vị với tôi. Nhưng không, tôi nghĩ đôi khi bạn sẽ tới hồi kết của một điều gì đó..." Tháng 6 năm 2016, Leslie Jordan công bố ông sẽ tham gia mùa thứ 6. Cùng tháng đó, Bomer, Jackson, và Evan Peters cũng xác nhận tham gia. O'Hare nói rằng ông sẽtrở lại trong một buổi phỏng vấn vào tháng 5 năm 2016. US Weekly đã báo cáo về sự tham gia của Bentley, Bates, và Wittrock. TMZ đưa tin về sự tham gia của ngôi sao phim The People v. O. J. Simpson, Cuba Gooding Jr.. Trong buổi phỏng vấn đầu tháng 8 năm 2016 với tạp chí Glamour, Sarah Paulson tuyên bố sẽ trở lại tham gia phim. Cô nói, "Tôi chỉ nghĩ tôi có công việc tuyệt nhất quả đất vì show truyền hình ưa thích của tôi đang bước vào mùa sáu và tôi sẽ thể hiện một nhân vật khác hẳn với những vai tôi từng đóng.". Ngày 25 tháng 8 năm 2016, ca sĩ Lana Del Rey xác nhận sự tham gia của cô trong mùa 6 qua Twitter.

### Quay phim
Tháng ba năm 2016, loạt phim nhận ưu đãi thuế lớn khi quay tại Los Angeles, California. Tháng 6 năm 2016, Cheyenne Jackson khẳng định họ đã cho tiến hành quay phim một cách bí mật đầu tháng đó.
Angela Bassett và Jennifer Lynch sẽ đạo diễn một số tập trong mùa 6, đây là lần đầu tiên trong loạt phim có các đạo diễn nữ tham gia. Ngày 1 tháng 8 năm 2016, TMZ đăng tải các ảnh chụp từ phim trường tại Santa Clarita, California; bao gồm một căn nhà nhỏ thời thuộc địa Mỹ và một cái cây khắc chữ "Croatoan". Cả hai thứ này chỉ về vụ mất tích 117 người vào năm 1590, tại Roanoke, North Carolina. Sau đó, TMZ đăng thêm nhiều ảnh từ phim trường tại một cánh rừng ở California.

## Quảng bá
Chiến dịch quảng bá của phim được thực hiện với tiêu chí bí mật. Ngày 6 tháng 6 năm 2016, toàn bộ các tài khoản mạng xã hội của loạt phim đăng các ảnh teaser có hình một số 6 và một dấu chấm hỏi (?) lồng ghép vào nhau. Rất ít thông tin về nội dung hay dàn diễn viên được tiết lộ, điều mà có lẽ là chủ ý của bên sản xuất muốn giữ bí mật. Kênh FX xây dựng một điểm trải nghiệm thực tế ảo (nhưng chỉ có các hình ảnh từ mùa phim trước, thay vì mùa phim mới) tại San Diego Comic-Con International 2016, thay vì tổ chức giới thiệu về mùa phim mới như các mùa trước, càng làm mùa phim này bí ẩn hơn. Zap2it tường thuật rằng chủ đề của mùa 6 sẽ giữ kín đến tận ngày ra mắt phim. Chiêu thức quảng bá này chưa từng được sử dụng lại từ Truyện kinh dị Mỹ: Nhà sát nhân. Ngày 16 tháng 8 năm 2016, FX tổ chức một trò chơi trúng thưởng cho khán giả đoán trúng chủ đề của mùa 6 dựa trên 6 teaser cho trước. Người chiến thắng sẽ được công bố trong đêm ra mắt phim, 14 tháng 9 năm 2016.
Tại TCA Summer Press Tour ngày 9 tháng 8 năm 2016, John Landgraf tuyên bố chỉ có một teaser đã công bố là thật, còn lại là đòn đánh lạc hướng của kênh FX vào khán giả. Ông giải thích, "...đã làm rất nhiều trailer hơn những gì bạn từng thấy trong một mùa của American Horror Story, mang nhiều thể loại và địa điểm khác nhau". Landgraf cũng nhắc lại rằng chủ đề chính thức của phim sẽ không được công bố tới khi tập đầu tiên công chiếu.

## Tiếp nhận

### Đánh gía chuyên môn
American Horror Story: Roanoke nhận được sự phê bình tích cực từ giới chuyên môn. Trang đánh gía Rotten Tomatoes cho mùa phim tỷ lệ tán thưởng 77% với điểm trung bình 6.5/10 dựa trên 13 nhận xét. Trang này tổng hợp: "American Horror Story: My Roanoke Nightmare đã rẽ hướng bất ngờ ra khỏi các cấu trúc AHS cũ, quay về với  nhịp phim của các mùa đầu tiên với không khí rợn người, quy mô nhỏ hơn kể cả khi format "tội ác có thực" được làm quá mức. Trên Metacritic, mùa phim đạt 72 trên 100 dựa trên 9 nhận xét, một kết quả "khả quan". Đây là mùa phim American Horror Story được đánh giá cao nhất trên trang này.
Dan Fienberg từ The Hollywood Reporter cho nhận xét khả quan, "Khi bạn là loại phim thường bắt đầu mùa mới với một người đàn ông không lông không mắt đeo dương vật giả sát thủ thì có thể cái khêu gợi nhất mà bạn có thể làm để bắt đầu một chương mới là dẹp ông mù với cu giả đi và cả trò giết-sạch-trong-một-tuần đi. Loạt phim American Horror Story đã và đang làm nhiều thứ nhưng chưa bao giờ cho ta thấy một sự bất an đến vậy, nên sự giảm bớt này lại là lời hứa hẹn kinh khủng nhất. Trong một thời gian dài, đây là sự tò mò lớn nhất về một mùa phim mới của tôi." Jeff Jensen từ Entertainment Weekly cũng khen ngợi, "sử dụng sự bí hiểm để quảng bá có lẽ là khôn ngoan, nhưng tại thời điểm này, bí ẩn có lẽ đã trở thành thứ tuyệt đỉnh nhất luôn rồi." Ben Travers từ trang IndieWire gọi tập mở màn là "khởi đầu đầy hứa hẹn với một bí ẩn trung tâm hết sức "lầy lội" như đã thấy trong các quảng cáo."

### Giải thưởng
| Năm  | Giải thưởng                              | Hạng mục                                                                                  | Người được ghi danh | Kết quả      |
| ---- | ---------------------------------------- | ----------------------------------------------------------------------------------------- | --- | ------------ |
| 2016 | Art Directors Guild Awards               | Series ngắn hoặc phim truyền hình xuất sắc                                                | Andrew Murdock ("Chapter 4") | Đề cử        |
| 2016 | Costume Designers Guild Awards           | Series truyền hình bối cảnh hiện đại                                                      | Lou Eyrich và Helen Huang | Đoạt giải    |
| 2017 | People's Choice Awards                   | Favorite Cable TV Sci-Fi/Fantasy Show kỳ bí/viễn tưởng truyền hình cáp được yêu thích     | | Đề cử        |
| 2017 | Black Reel Awards                        | Nữ diễn viên phụ xuất sắc trong series ngắn hoặc phim truyền hình.                        | Angela Bassett | Đề cử        |
| 2017 | Black Reel Awards                        | Đạo diễn cho series ngắn hoặc phim truyền hình xuất sắc                                   | Angela Bassett | Đề cử        |
| 2017 | Fangoria Chainsaw Awards                 | Nữ diễn viên phụ xuất sắc phim truyền hình.                                               | Sarah Paulson | Chưa công bố |
| 2017 | Fangoria Chainsaw Awards                 | SFX truyền hình xuất sắc                                                                  | Eryn Krueger Mekash and David LeRoy Anderson                                                                                           | Chưa công bố |
| 2017 | Saturn Awards                            | Series kinh dị xuất sắc                                                                   | American Horror Story: Roanoke | Đề cử        |
| 2017 | Saturn Awards                            | Nữ diễn viên chính xuất sắc phim truyền hình.                                             | Sarah Paulson | Đề cử        |
| 2017 | Saturn Awards                            | Nữ diễn viên phụ xuất sắc phim truyền hình.                                               | Kathy Bates | Đề cử        |
| 2017 | Saturn Awards                            | Nữ diễn viên phụ xuất sắc phim truyền hình.                                               | Adina Porter | Đề cử        |
| 2017 | Saturn Awards                            | Vai khách mời phim truyền hình xuất sắc                                                   | Leslie Jordan | Đề cử        |
| 2017 | MTV Movie & TV Awards                    | Vai phản diện xuất sắc                                                                    | Wes Bentley | Đề cử        |
| 2017 | 69th Primetime Creative Arts Emmy Awards | Làm tóc phim ngắn (miniseries) hoặc truyền hình một tập xuất sắc nhất                     | Michelle Ceglia, Valerie Jackson, Jose Zamora                                                                                          | Chưa công bố |
| 2017 | 69th Primetime Creative Arts Emmy Awards | Hóa trang phim ngắn (miniseries) hoặc truyền hình một tập xuất sắc nhất                   | Kim Ayers, Mike Mekash, Eryn Krueger Mekash, Silvina Knight, Carleigh Herbert, Luis Garcia                                             | Chưa công bố |
| 2017 | 69th Primetime Creative Arts Emmy Awards | Hóa trang tạo hình đặc biệt phim ngắn (miniseries) hoặc truyền hình một tập xuất sắc nhất | Eryn Krueger Mekash, Michael Mekash, David Leroy Anderson, James Mackinnon, Jason Hamer, Melanie Eichner, Cristina Himiob, Maiko Chiba | Chưa công bố |
| 2017 | 69th Primetime Creative Arts Emmy Awards | Biên tập âm thanh phim ngắn (miniseries) hoặc truyền hình một tập xuất sắc nhất           | Gary Megregian, Steve M. Stuhr, Jason Krane, Timothy A. Cleveland, Paul Diller, David Klotz and Noel Vought (for "Chapter 1")          | Chưa công bố |

### Rating
| STT trong serie | STT tỏng mùa | Tập          | Ngày đăng                 | Giờ chiếu (EST)   | Nielsen rating (18–49) | Lượng người xem trực tiếp (triệu người) | Lượng người xem (triệu người) |
| --------------- | ------------ | ------------ | ------------------------- | ----------------- | ---------------------- | --------------------------------------- | ----------------------------- |
| 64              | 1            | "Chapter 1"  | 14 tháng 9 năm 2016       | Thứ tư 10:00 p.m. | 2.8                    | 5.14                                    | không công bố                 |
| 65              | 2            | "Chapter 2"  | 21 tháng 9 năm 2016       | Thứ tư 10:00 p.m. | 1.8                    | 3.27                                    | không công bố                 |
| 66              | 3            | "Chapter 3"  | 28 tháng 9 năm 2016       | Thứ tư 10:00 p.m. | 1.7                    | 3.08                                    | 6.03                          |
| 67              | 4            | "Chapter 4"  | ngày 5 tháng 10 năm 2016  | Thứ tư 10:00 p.m. | 1.4                    | 2.83                                    | 6.13                          |
| 68              | 5            | "Chapter 5"  | ngày 12 tháng 10 năm 2016 | Thứ tư 10:00 p.m. | 1.5                    | 2.82                                    | 6.14                          |
| 69              | 6            | "Chapter 6"  | ngày 19 tháng 10 năm 2016 | Thứ tư 10:00 p.m. | 1.4                    | 2.48                                    | 5.99                          |
| 70              | 7            | "Chapter 7"  | ngày 26 tháng 10 năm 2016 | Thứ tư 10:00 p.m. | 1.4                    | 2.62                                    | 5.85                          |
| 71              | 8            | "Chapter 8"  | ngày 2 tháng 11 năm 2016  | Thứ tư 10:00 p.m. | 1.2                    | 2.20                                    | 5.57                          |
| 72              | 9            | "Chapter 9"  | ngày 9 tháng 11 năm 2016  | Thứ tư 10:00 p.m. | 1.3                    | 2.43                                    | 4.73                          |
| 73              | 10           | "Chapter 10" | ngày 16 tháng 11 năm 2016 | Thứ tư 10:00 p.m. | 1.3                    | 2.45                                    | 5.44                          |